# Letelier Bank
Koordinaten: 62° 28′ S, 59° 39′ W
Die Letelier Bank (englisch; spanisch Banco Letelier) ist eine Bank im Archipel der Südlichen Shetlandinseln. Sie liegt nordwestlich des Ash Point von Greenwich Island in der Einfahrt von der English Strait in die Discovery Bay.
Wissenschaftler der 19. Chilenischen Antarktisexpedition (1964–1965) benannten sie vermutlich nach einem Teilnehmer dieser Forschungsreise. Das UK Antarctic Place-Names Committee übertrug diese Benennung 2004 ins Englische.